# NGC 1300
NGC 1300 è una galassia a spirale barrata distante 69 milioni di anni luce nella costellazione dell'Eridano. È stata scoperta da John Frederick William Herschel nel 1835.

## Struttura

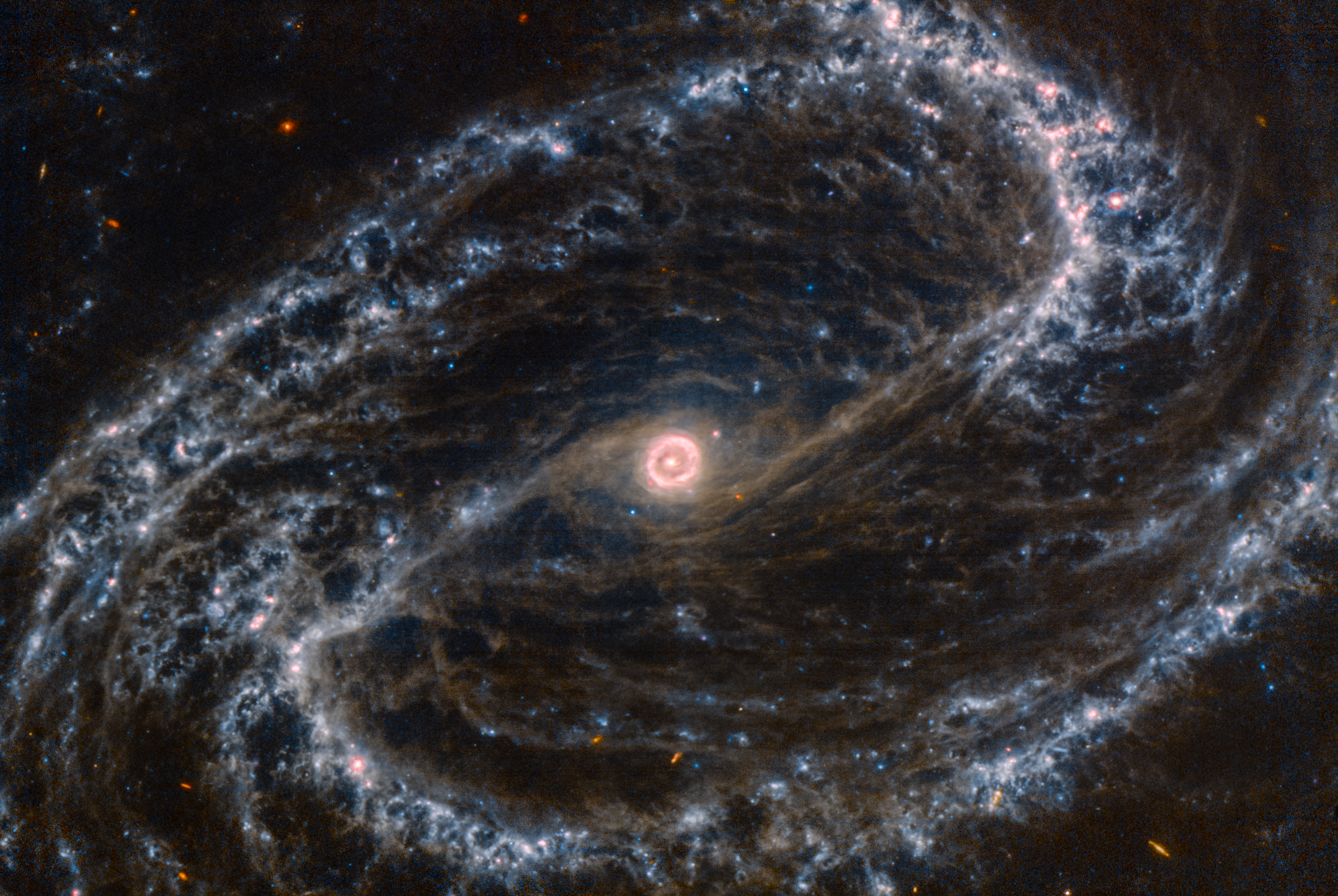
NGC 1300 ripresa nell'infrarosso dal JWST

Nel 2005 il telescopio spaziale Hubble ha osservato la galassia NGC 1300. Grazie alla sua risoluzione, sono stati individuati una miriade di piccoli e definiti dettagli, alcuni dei quali non erano mai stati visti in precedenza. Si può vedere, attraverso i bracci della spirale, il disco e il bulbo, supergiganti blu e rosse, ammassi stellari. Regioni di formazione stellare sono ben distinte attraverso i bracci e scie di polvere interstellare nel disco e nella barra.
Molte altre galassie molto distanti sono visibili nello sfondo e sono visibili anche attraverso le parti più dense della galassia NGC 1300.
Nel cuore della struttura spirale di NGC 1300, il bulbo mostra a sua volta una struttura a spirale, che è larga circa 3300 al
Solo galassie con barre enormi sembrano avere questa proprietà, una spirale dentro un'altra spirale.
Alcuni modelli suggeriscono che il gas nella barra può essere incanalato all'interno e che successivamente formando una spirale finisce nel nucleo, dove potrebbe alimentare un buco nero. Non è noto che NGC 1300 abbia un nucleo attivo, il che indica che il suo buco nero centrale non sta accumulando materia.
La galassia ha un diametro approssimativamente di 150000 al e una massa di 7,3+6,9
−3,5×107 M⊙.